# Béska
Béska (szerbül Бешка / Beška) falu Szerbiában, a Vajdaságban, a Szerémségi körzetben, India községben.

## Demográfiai változások
| 1948 | 1953 | 1961 | 1971 | 1981 | 1991 | 2002 |
| ---- | ---- | ---- | ---- | ---- | ---- | ---- |
| 3648 | 3976 | 5378 | 6351 | 6377 | 6166 | 6239 |